# Communauté de communes du Châtillonnais
La communauté de communes du Châtillonnais (CCC) est une ancienne communauté de communes française, située dans le département de la Marne et la région Champagne-Ardenne. Elle a existé de 1995 à 2013.

## Histoire
La communauté de communes a été créée par un arrêté préfectoral du 9 mars 1995
Les communes de Binson-et-Orquigny, de Reuil et de Villers-sous-Châtillon ont quitté le 31 décembre 2012 la communauté de communes du Châtillonnais pour rejoindre la communauté de communes des Deux Vallées (CC2V),.
Au 1er janvier 2014, la CCC a fusionné avec la communauté de communes Ardre et Tardenois pour former la nouvelle communauté de communes Ardre et Châtillonnais,, conformément aux dispositions du schéma départemental de coopération intercommunale de la Marne du 15 décembre 2011.

## Territoire communautaire

### Composition
La communauté de communes était composée lors de sa disparition de 12 communes, dont la principale est Châtillon-sur-Marne :
- Anthenay
- Baslieux-sous-Châtillon
- Belval-sous-Châtillon
- Champlat-et-Boujacourt
- Châtillon-sur-Marne
- Cuchery
- Cuisles
- Jonquery
- La Neuville-aux-Larris
- Olizy
- Passy-Grigny
- Vandières

## Politique et administration

### Élus
La communauté de communes était administrée par un conseil communautaire constitué de représentants de chaque commune, élus en leur sein par les conseils municipaux.

### Liste des présidents
| Période                                  | Période       | Identité          | Étiquette | Qualité |
| ---------------------------------------- | ------------- | ----------------- | --------- | ------- |
| Les données manquantes sont à compléter. |               |                   |           |         |
| ?                                        | décembre 2013 | Anne-Marie Allait |           |         |

### Compétences
L'intercommunalité exerçait les compétences qui lui ont été transférées par les communes membres, conformément aux dispositions légales.
Il s'agissait des compétences suivantes : 
- Aménagement de l'espace communautaire ;
- Développement économique ;
- Protection et mise en valeur de l'environnement ;
- Assainissement des eaux usées et des eaux pluviales ;
- Politique du logement et du cadre de vie ;
- Voirie reconnue d'intérêt communautaire ;
- Aménagement et entretien de rivières situées dans le territoire communautaire ;
- Tourisme ;
- Transport scolaire ;
- Création et gestion d’une maison de santé[7].